# Дани аус ден Биркен
Дани аус ден Биркен (  — Диселдорф, 15. фебруар 1985) професионални је немачки хокејаш на леду који игра на позицији голмана.
Члан је сениорске репрезентације Немачке за коју је на међународној сцени дебитовао на светском првенству 2013. године. 
Целокупну играчку каријеру провео је у немачким клубовима, а у сезонама 2006/07. и 2015/16. освојио је и тутуле националног првака Немачке (у дресовима екипа Адлер из Манхајма и Ред бул из Минхена). 